# Klesta Ćehaja
Klesta Ćehaja (alb. Klesta Qehaja, 18. avgust 2006, Priština) je albanska pevačica sa područja Kosova i Metohije i predstavnica Albanije na Dečjoj pesmi Evrovizije 2016. godine.

## Biografija
Klesta Ćehaja je rođena 18. avgusta 2006. u Prištini, u Srbiji (AP Kosovu i Metohiji) gde trenutno ide u muzičku školu. Sa pevanjem je počela da se bavi od 2010. godine. Učestvovala je u mnogim takmičenjima uključujući Pristina Kids Festival u kojem je pobedila, Shining Star u Turskoj i Golden Microphone u Sloveniji.

## Dečja pesma Evrovizije
Klesta je 1. juna 2016. izabrana da predstavlja Albaniju na Dečjoj pesmi Evrovizije 2016. sa pesmom "Besoj". Takmičenje će se održati 20. novembra 2016. u Valeti, glavnom gradu Malte.

## Singlovi
| Naziv pesme | Jezik              | Tekst      | Kompozitor   | Datum izlaska                                     |
| ----------- | ------------------ | ---------- | ------------ | ------------------------------------------------- |
|             | albanski, engleski | Pandi Lačo | Adrijan Hila | jun 2016. (prva verzija), novembar 2016. (revamp) |

## Spoljašnje veze
- (engleski jezik)
- Klesta Ćehaja na vebsajtu DPE (engleski jezik)
- Klesta Ćehaja na fejsbuku
- Klesta Ćehaja na tviteru.